# Pieter Grobler
Pour les articles homonymes, voir Grobler.
Pas d'image ? Cliquez ici

a Compétitions nationales et continentales officielles uniquement.

Dernière mise à jour le 28 mars 2016.
Pieter Grobler, né le 15 avril 1976, est un joueur sud-africain de rugby à XV qui évolue au poste de talonneur.

## Carrière
- -2006 : Valke
- 2006-2007 : UA Gaillac  France
- Depuis 2007 : Stade montois  France
- Rugby club vannetais